# ایوان چرزوف
ایوان چرزوف (روسی: Иван Юрьевич Черезов؛ زادهٔ ۱۸ نوامبر ۱۹۸۰) ورزشکار دوگانه اهل روسیه است.
از افتخارات وی میتوان به کسب مدال نقره و برنز در بازی‌های المپیک زمستانی اشاره کرد.